# روبينا باجوا
روبينا باجوا (بالإنجليزية: Rubina Bajwa)‏ (من مواليد 24 فبراير 1986 في كندا) هي ممثلة كندية وشقيقة ممثلة نيريو باجوا التي تعمل في أفلام البنجابية.

## روابط خارجية
- روبينا باجوا على موقع IMDb (الإنجليزية)